# Półziemianka

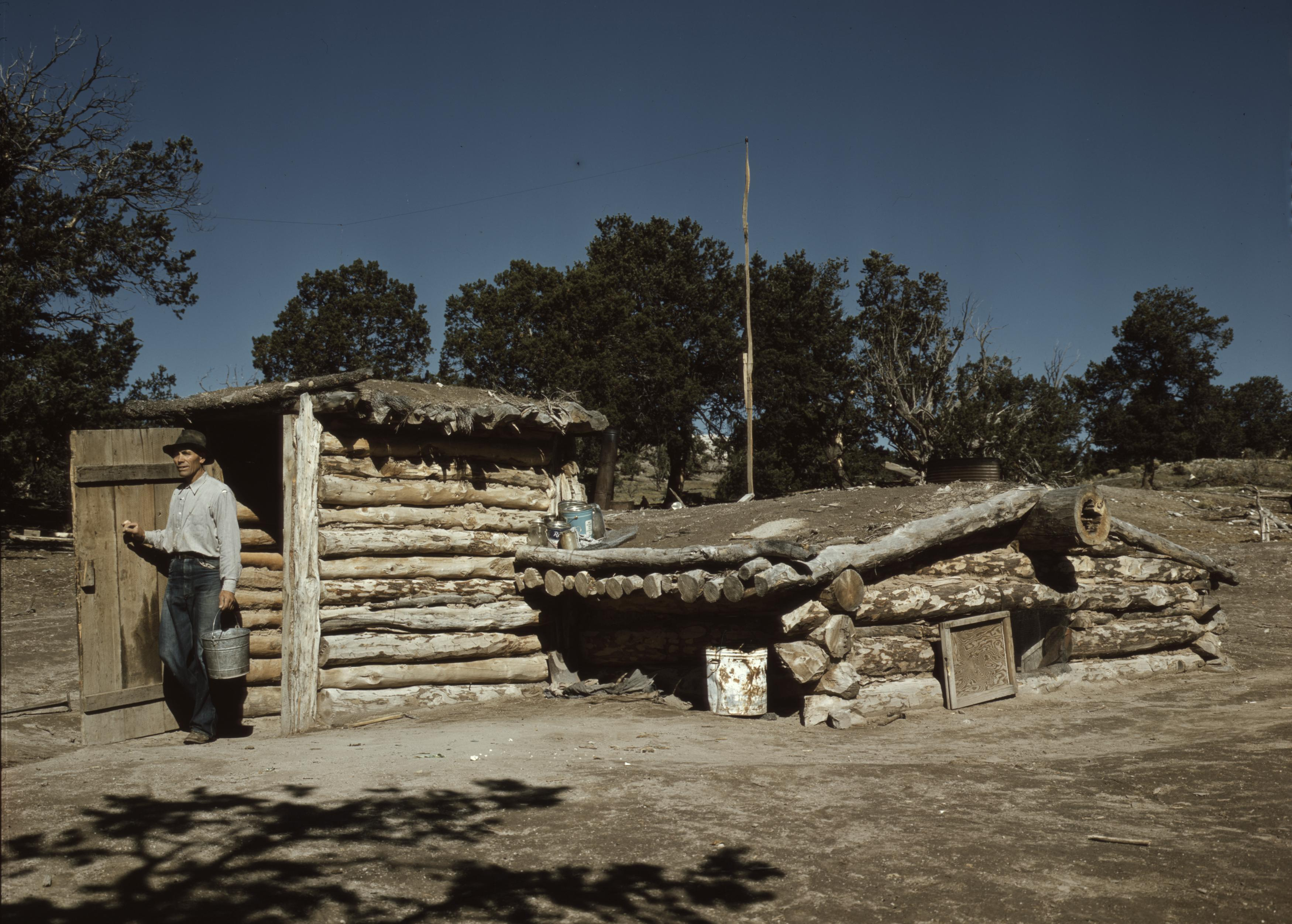
Półziemianka Nowy Meksyk

Półziemianka – prymitywne schronienie częściowo zagłębione w ziemi, w odróżnieniu od ziemianki, ze ścianami wystającymi ponad grunt. Dach opiera się na niskich ścianach.